# 닥터 두리틀 (2020년 영화)
《닥터 두리틀》(영어: Dolittle)은 2020년 개봉된 미국의 판타지 모험 코미디 영화이다. 휴 로프팅의 아동문학 시리즈 《둘리틀 선생》을 바탕으로 하며, 특히 2번째 작품인 《둘리틀 선생의 바다 여행》을 원작으로 한다.2020년에 영화로 나온 닥터 두리틀은 마블 배우였던 로버트 다우니 주니어가 주인공으로 출연해 인기를 끌었다.

## 출연

### 주연
- 로버트 다우니 주니어 - 닥터 두리틀 역

### 조연
- 톰 홀랜드 - 지프 목소리 역
- 라미 말렉 - 치치 목소리 역
- 안토니오 반데라스 - 라술리 역
- 마리옹 꼬띠아르 - 투투 목소리 역
- 마이클 쉰 - 머드플라이 역
- 옥타비아 스펜서 - 댑댑 목소리 역
- 쿠마일 난지아니 - 플림턴 목소리 역
- 존 시나 - 요시 목소리 역
- 셀레나 고메즈 - 벳시 목소리 역
- 랄프 파인즈 - 배리 목소리 역
- 엠마 톰슨 - 폴리네시아 목소리 역
- 크레이그 로빈슨 - 케빈 목소리 역
- 카르멘 에조고 - 레진 목소리 역
- 프란세스 드 라 투어 - 깅코-후-소어스 목소리 역
- 제시 버클리 - 빅토리아 여왕 역
- 해리 콜렛 - 토미 스터빈스 역
- 짐 브로드벤트
- 닉 모하메드 - 화이트 마우스 목소리 역
- 랠프 아인슨 - 아널 스터번스 역
- 올리버 쿠퍼스미스 - 트래비스 목소리 역

## 기타
- 의상: 제니 비번
- 배역: 루시 베반